# Tomáš Netík
Tomáš Netík (* 28. dubna 1982 v Praze) je bývalý český hokejový útočník, reprezentant a trenér. V extralize odehrál přes 500 utkání, většinu za Spartu Praha, s níž získal dva mistrovské tituly. Přes 200 zápasů odehrál také v KHL.

## Hráčská kariéra
Je odchovancem Sparty Praha, kde hrál v 70. a 80. letech 20. století jeho otec Tomáš Netík starší. Do extraligového zápasu poprvé nastoupil v říjnu 2000, dál ale hrál za juniory a na střídavé starty v nižších ligách. Během sezóny 2003/2004 byl na hostování v extraligových Karlových Varech. Trvale se do prvního týmu Sparty prosadil až v sezóně 2004/2005. Spartě pomohl ke dvěma mistrovským titulům a svými výkony se probojoval do národního týmu a v roce 2010 i do KHL za CSKA Moskva. Po necelých dvou sezónách odehraných v KHL byl propuštěn z klubu HC Lev Poprad a zamířil do Elitserien, konkrétně do Växjö Lakers HC. Na začátku sezóny 2012/2013 hrál v extralize za Bílé Tygry Liberec, po dobu, než si našel nové angažmá a to znovu v KHL. Po angažmá v Rusku, kdy pendloval mezi Nižekamskem a Bratislavou se před sezónou 2015/2016 vrátil do Sparty, kde hrál do konce ledna 2017, kdy byl poslán na hostování do Třince.
V létě 2017 podepsal roční kontrakt s Medveščakem Záhřeb, hrajícím EBEL. Sezónu 2018/2019 začal v dresu Košic ve slovenské extralize a od ledna 2019 hrál opět v EBEL, tentokrát za HC Innsbruck. Jeho posledním klubem byla Kopla ve čtvrté finské lize, kde nastoupil od ledna 2020 k šesti zápasům, načež ukončil hráčskou kariéru a začal se věnovat trénování dorostu ve Spartě. Od sezóny 2023/2024 je hlavním trenérem tamní juniorky.

## Klubová statistika
| Sezona       | Klub                       | Soutěž       | Základní část | Základní část | Základní část | Základní část | Základní část | Play off | Play off | Play off | Play off | Play off |
| Sezona       | Klub                       | Soutěž       | Z             | G             | A             | B             | TM            | Z        | G        | A        | B        | TM       |
| ------------ | -------------------------- | ------------ | ------------- | ------------- | ------------- | ------------- | ------------- | -------- | -------- | -------- | -------- | -------- |
| 1999/2000    | NED Hockey Nymburk         | 2. liga      | 1             | 0             | 0             | 0             | 0             | —        | —        | —        | —        | —        |
| 2000/2001    | Medicine Hat Tigers        | WHL          | 3             | 0             | 0             | 0             | 2             | —        | —        | —        | —        | —        |
| 2000/2001    | HC Sparta Praha            | ELH          | 6             | 0             | 0             | 0             | 0             | —        | —        | —        | —        | —        |
| 2000/2001    | HC Slovan Ústečtí Lvi      | 1. liga      | 0             | —             | —             | —             | —             | 7        | 3        | 1        | 4        | 2        |
| 2001/2002    | HC Sparta Praha            | ELH          | 14            | 0             | 0             | 0             | 0             | —        | —        | —        | —        | —        |
| 2001/2002    | HC Slovan Ústečtí Lvi      | 1. liga      | 9             | 1             | 1             | 2             | 2             | —        | —        | —        | —        | —        |
| 2001/2002    | BK Mladá Boleslav          | 2. liga      | 0             | —             | —             | —             | —             | 3        | 0        | 1        | 1        | 27       |
| 2002/2003    | HC Slovan Ústečtí Lvi      | 1. liga      | 40            | 13            | 15            | 28            | 22            | 5        | 0        | 6        | 6        | 31       |
| 2003/2004    | HC Energie Karlovy Vary    | ELH          | 47            | 10            | 7             | 17            | 20            | —        | —        | —        | —        | —        |
| 2003/2004    | HC Slovan Ústečtí Lvi      | 1. liga      | 8             | 4             | 5             | 9             | 6             | —        | —        | —        | —        | —        |
| 2004/2005    | HC Sparta Praha            | ELH          | 46            | 7             | 14            | 21            | 26            | 3        | 0        | 0        | 0        | 12       |
| 2005/2006    | HC Sparta Praha            | ELH          | 49            | 12            | 14            | 26            | 42            | 17       | 2        | 0        | 2        | 8        |
| 2006/2007    | HC Sparta Praha            | ELH          | 50            | 22            | 6             | 28            | 52            | 16       | 5        | 3        | 8        | 30       |
| 2007/2008    | HC Sparta Praha            | ELH          | 49            | 15            | 22            | 37            | 64            | 4        | 0        | 0        | 0        | 6        |
| 2008/2009    | HC Sparta Praha            | ELH          | 41            | 12            | 11            | 23            | 60            | 11       | 3        | 7        | 10       | 2        |
| 2009/2010    | HC Sparta Praha            | ELH          | 43            | 22            | 20            | 42            | 81            | 7        | 3        | 1        | 4        | 36       |
| 2010/2011    | HC CSKA Moskva             | KHL          | 32            | 4             | 4             | 8             | 24            | —        | —        | —        | —        | —        |
| 2011/2012    | HC Lev Poprad              | KHL          | 42            | 17            | 11            | 28            | 26            | —        | —        | —        | —        | —        |
| 2011/2012    | Växjö Lakers HC            | Elit         | 12            | 1             | 1             | 2             | 2             | —        | —        | —        | —        | —        |
| 2012/2013    | Bílí Tygři Liberec         | ELH          | 7             | 3             | 3             | 6             | 8             | —        | —        | —        | —        | —        |
| 2012/2013    | CHK Neftěchimik Nižněkamsk | KHL          | 38            | 13            | 8             | 21            | 20            | 4        | 1        | 0        | 1        | 2        |
| 2013/2014    | HC Slovan Bratislava       | KHL          | 32            | 11            | 3             | 14            | 12            | —        | —        | —        | —        | —        |
| 2013/2014    | CHK Neftěchimik Nižněkamsk | KHL          | 16            | 1             | 2             | 3             | 6             | —        | —        | —        | —        | —        |
| 2014/2015    | HC Slovan Bratislava       | KHL          | 56            | 11            | 13            | 24            | 28            | —        | —        | —        | —        | —        |
| 2015/2016    | HC Sparta Praha            | ELH          | 41            | 8             | 14            | 22            | 32            | 16       | 0        | 2        | 2        | 6        |
| 2016/2017    | HC Sparta Praha            | ELH          | 20            | 3             | 4             | 7             | 12            | —        | —        | —        | —        | —        |
| 2016/2017    | HC Oceláři Třinec          | ELH          | 9             | 2             | 0             | 2             | 4             | 6        | 1        | 2        | 3        | 4        |
| 2017/2018    | KHL Medveščak              | EBEL         | 49            | 15            | 30            | 45            | 22            | 6        | 1        | 2        | 3        | 4        |
| 2018/2019    | HC Košice                  | SVK          | 30            | 6             | 18            | 24            | 4             | –        | –        | –        | –        | –        |
| 2018/2019    | HC TWK Innsbruck           | EBEL         | 12            | 0             | 2             | 2             | 6             | –        | –        | –        | –        | –        |
| Celkem v ELH | Celkem v ELH               | Celkem v ELH | 422           | 116           | 115           | 231           | 401           | 80       | 14       | 15       | 29       | 104      |
| Celkem v KHL | Celkem v KHL               | Celkem v KHL | 216           | 57            | 41            | 98            | 116           | 4        | 1        | 0        | 1        | 2        |

## Reprezentace
Do reprezentačních zápasů naskočil v seriálech Euro Hockey Tour a Euro Hockey Challenge, na mistrovství světa šanci nedostal. V roce 2000 hrál na mistrovství světa do 18 let.

### Statistika
| Rok                                 | Tým                                 | Událost                             |    | Z | G | A  | B  | TM |
| ----------------------------------- | ----------------------------------- | ----------------------------------- | -- | - | - | -- | -- | -- |
| 2000                                | Česko 18                            | MS 18                               | 6  | 1 | 1 | 2  | 0  |    |
| 2004/2005                           | Česko                               | Euro Hockey Challenge               | 2  | 0 | 0 | 0  | 0  |    |
| 2004/2005                           | Česko                               | Euro Hockey Challenge               | 2  | 0 | 0 | 0  | 0  |    |
| 2006/2007                           | Česko                               | Euro Hockey Tour                    | 3  | 0 | 0 | 0  | 0  |    |
| 2006/2007                           | Česko                               | Euro Hockey Challenge               | 1  | 0 | 0 | 0  | 0  |    |
| 2007/2008                           | Česko                               | Euro Hockey Tour                    | 9  | 1 | 2 | 3  | 18 |    |
| 2007/2008                           | Česko                               | Euro Hockey Challenge               | 6  | 4 | 1 | 5  | 8  |    |
| 2008/2009                           | Česko                               | Euro Hockey Tour                    | 2  | 0 | 0 | 0  | 0  |    |
| 2008/2009                           | Česko                               | Euro Hockey Challenge               | 4  | 1 | 1 | 2  | 2  |    |
| 2011/2012                           | Česko                               | Euro Hockey Tour                    | 3  | 0 | 0 | 0  | 2  |    |
| Mistrovství světa juniorů do 18 let | Mistrovství světa juniorů do 18 let | Mistrovství světa juniorů do 18 let | 6  | 1 | 1 | 2  | 0  |    |
| Seniorská reprezentace              | Seniorská reprezentace              | Seniorská reprezentace              | 30 | 6 | 4 | 10 | 30 |    |